# Caperonia capiibariensis
Caperonia capiibariensis är en törelväxtart som beskrevs av Eskuche. Caperonia capiibariensis ingår i släktet Caperonia och familjen törelväxter.
Artens utbredningsområde är Paraguay. Inga underarter finns listade i Catalogue of Life.